# أليوت ويلسون
أليوت ويلسون (10 نوفمبر 1979 في المملكة المتحدة - ) (بالإنجليزية: Elliot Wilson)‏ هو لاعب كريكت بريطاني. لعب مع Lincolnshire County Cricket Club ‏.

## وصلات خارجية
- أليوت ويلسون على موقع إي آس بي آن كريك إنفو (الإنجليزية)